# Martim Domingues
Martim Domingues foi um nobre e Cavaleiro medieval do Reino de Portugal e Senhor do morgadio de Touriz bem como da Capela dos Ferreiros que se encontra anexa à Igreja Matriz de Oliveira do Hospital e está classifica como Património Nacional Português pelo IPPAR, conforme o Decreto n.º 26 500, DG n.º 79, de 4 de abril de 1936.

## Relações familiares
Foi filho de Domingos Joanes e de Domingas Sabichais. Casou com uma senhora cujo nome a história não registou de quem teve:
1. Pedro Martins, senhor de Touriz